# Palazzo Molina

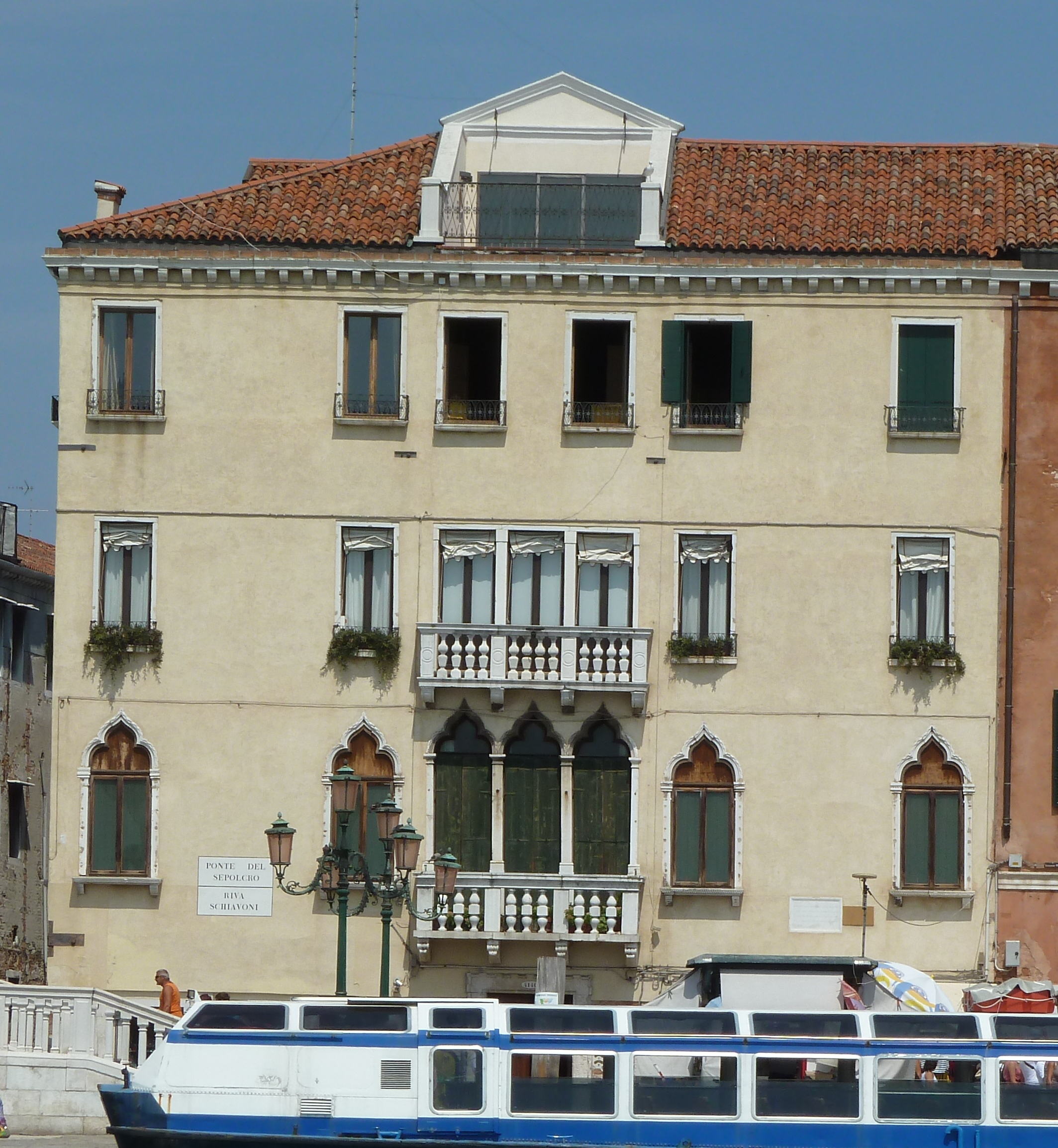
Palazzo Molina an der Riva degli Schiavoni

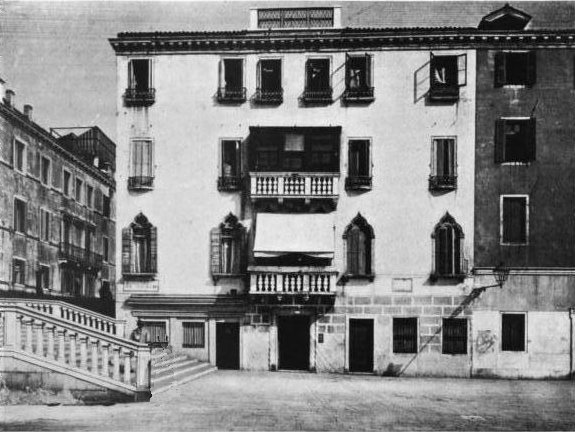
Palazzo Molina mit Ponte del Sepolcro links davon (historische Aufnahme)

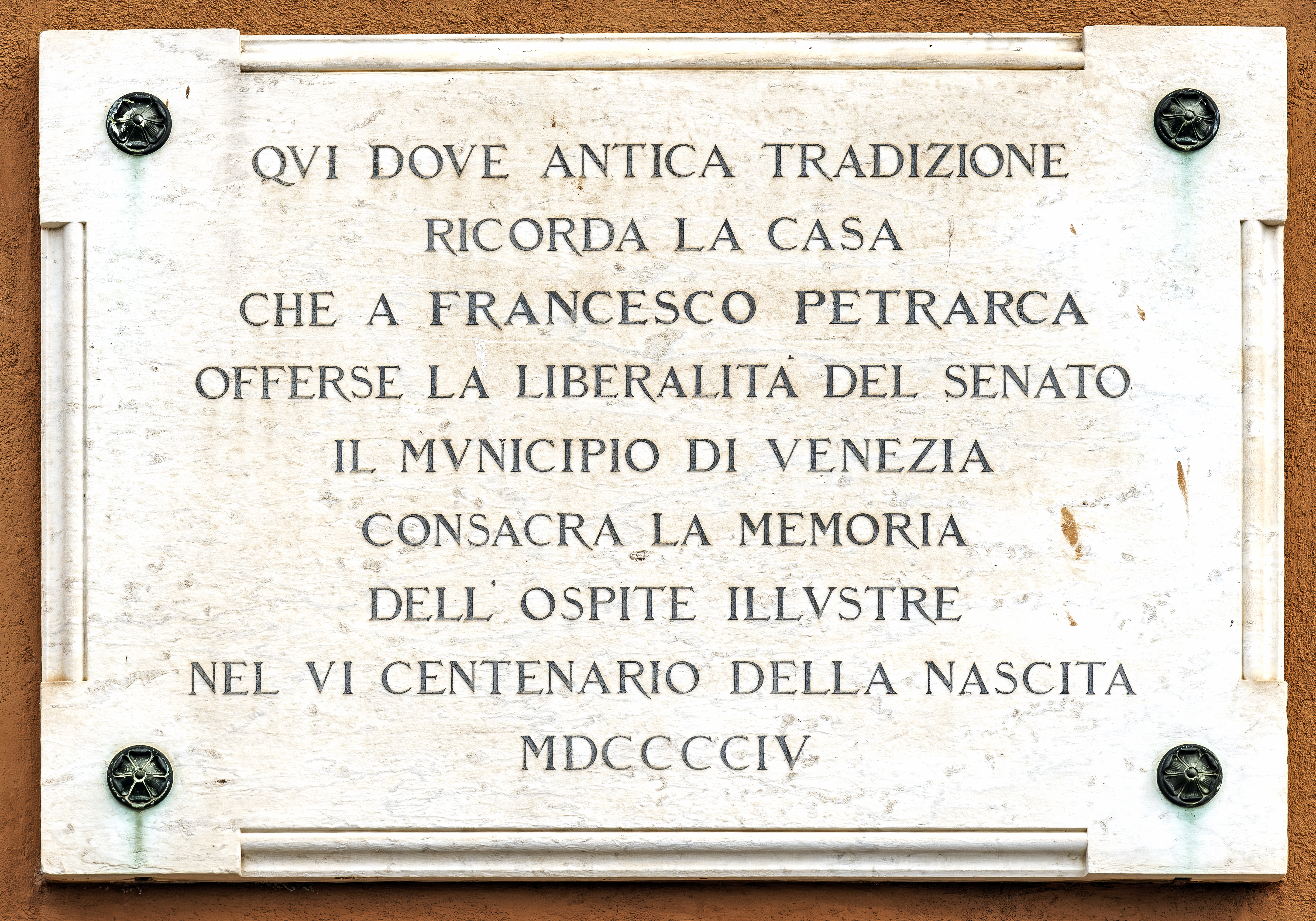
Italienische Gedenktafel aus dem Jahr 1904

Palazzo Molina, auch Palazzo delle Due Torri oder Palazzo Navager, ist ein gotischer Palast in Venedig in der italienischen Region Venetien. Er liegt im Sestiere Castello an der Riva degli Schiavoni  mit Blick auf das Bacino San Marco neben dem Ponte del Sepolcro, der früher auch Ponte di Ca’ Navager hieß. Der Palast gehörte etwa fünf Jahre lang dem Dichter Francesco Petrarca.

## Geschichte
Der Palast gehörte ursprünglich der Familie Navager oder Navagero; ihr Familienwappen ist auf dem Brunnen im Innenhof zu sehen, ebenso wie auf einigen Anwesen und Häusern, die die Familie 1483 von den Mönchen von San Michele in Isola und Sant’Andrea d’Ammiana kaufte. In dem Palast wohnten der Historiker Andrea Navagero und dessen gleichnamiger Neffe (1483–1529), ein Staatsmann, Dichter, Historiker und Botaniker in Venedig, der in Chantemerle-les-Blés als Botschafter in Frankreich starb.
Der Palast blieb in der Familie, bis ihr letzter Spross, Pieto Navagero, 1743 starb. In der Gegend gab es einst ein Kloster zum Heiligen Grab (it.: Sepolcro) und ein Gebäude mit zwei Türmen (it.: Due Torri).

### Haus des Petrarca
Der Palast ist auch als „Petrarcas Haus“ in Venedig bekannt. Dort lebten Petrarcas Tochter Francesca und ihr Gatte Francescuolo da Brossano mit ihrer Familie und dem Dichter von 1362 bis 1367.
Die Idee, in Venedig zu leben, kam Petrarca durch seine große Bewunderung für die Serenissima, die er als „Wunder der Bürgerschaft“ betrachtete. Petrarca konnte sich dort auf viele Freunde stützen, insbesondere in der Cancelleria der Stadt. Ein besonderer Freund in diplomatischem Rang war der Gran Cancelliere Benintendi de’ Ravegnani, der dabei half, die Stiftung von Petrarcas Bibliothek an die Biblioteca Nazionale Marciana zu sichern, auch wenn viele dieser Texte verloren gingen.
An den Aufenthalt des Dichters erinnern eine italienische Gedenktafel aus dem Jahr 1904 und eine ältere lateinische Gedenktafel.

## Beschreibung
Das vierstöckige Haus im gotischen Stil hat im Erdgeschoss in der Mitte drei rechteckige Portale auf die Riva degli Schiavoni hinaus, flankiert von zwei Paaren rechteckiger Fenster. Im ersten Hauptgeschoss ist das mittlere Dreifach-Dreipassbogenfenster mit vorspringendem, balustrierten Balkon der Blickfang. Zu beiden Seiten befindet sich je ein Paar einzelner Dreipassfenster. Im zweiten Hauptgeschoss entspricht die Fenstereinteilung jener des ersten Hauptgeschosses, doch sind die Fenster kleiner und rechteckig. Das dritte Hauptgeschoss hat in der Mitte nur zwei einfache Rechteckfenster, flankiert von zwei Paaren ebensolcher Fenster. Über der gezahnten Dachtraufe sitzt in der Mitte eine große Dachgaube mit Tympanon und einem dreiflügligen Rechteckfenster.
Die Fassade ist verputzt und hellgelb gestrichen. Die Fensterrahmen und die Brüstungen der Balkone sind aus istrischem Kalkstein.